# Dosarul „Microsoft”
Dosarul „Microsoft” a fost o serie de anchete penale declanșate de Direcția Națională Anticorupție în septembrie 2014. DNA a cerut, la 26 septembrie 2014, declanșarea procedurilor pentru urmărirea penală a 10 foști miniștri pentru presupuse fapte de corupție privind mai multe contracte de licențe Microsoft pentru școli, în valoare de sute de milioane de euro.
Dosarul a fost deschis după ce DNA a fost sesizată că în anul 2003, Claudiu Florică - șef al firmei Fujitsu Siemens România - împreună cu Khalil Abi Chanin - patronul firmei Romanel -, importatorul exclusiv al produselor LG și Nicolae Culacov - patronul Omnitech - au început acțiunile de influențare a factorilor de decizie din Guvernul României pentru a se încredința firmei FSC Austria, GesmbH contractul privind închirierea de licențe Microsoft pentru Guvernul României și instituțiile subordonate.
Conform DNA, persoanele anchetate ar fi pretins ca mită 20 de milioane de dolari din cele 54 de milioane achitate de Executiv în cadrul contractului.

## Istoric
Primul acord cadru încheiat între Guvernul României și Microsoft a fost în toamna anului 2003, pentru cumpărarea, a 50.000 de licențe pentru calculatoarele din administrația publică centrală.
DNA a solicitat la 26 septembrie 2014 Senatului, respectiv Camerei Deputaților cereri de efectuarea urmăririi penale față de Ecaterina Andronescu (senator), Șerban Mihăilescu (senator) și Valerian Vreme (deputat).
La aceeași dată a solicitat Parlamentului European cererea de efectuare a urmăririi penale față de Dan Nica (parlamentar european) și președintelui Traian Băsescu cereri de efectuare a urmăririi penale față de: Adriana Țicău, Gabriel Sandu,Daniel Funeriu, Alexandru Athanasiu și Mihai Tănăsescu.
La 3 octombrie 2014, președintele Băsescu a semnat avizul de începere a urmăririi penale în cazul foștilor miniștri. De asemenea, la 13 octombrie, Camera Deputaților a dat aviz pentru începerea urmăririi penale a deputatului Valerian Vreme. La scurt timp după anunțul DNA, Daniel Funeriu și Valerian Vreme s-au autosuspendat din Partidul Mișcarea Populară (PMP).
La 16 octombrie 2014 DNA a efectuat percheziții la fostul șef al SIE Cătălin Harnagea, la oamenii de afaceri: Dorin Cocoș, Remus Truică și Nicolae Dumitru, la fostul ministru Gabriel Sandu, fostul consilier prezidențial Dorin Marian, tatăl președintelui COSR, Adrian Petrache, la Fundația Dinu Pescariu și la sediul firmei lui Claudiu Florica, fostul șef al Fujitsu în România. La 29 octombrie 2014, Gabriel Sandu, Dorin Cocoș, Nicolae Dumitru și Gheorghe Ștefan Pinalti au fost arestați preventiv.
Pe 19 noiembrie 2014 plenul Senatului a ridicat imunitatea Ecaterinei Andronescu și lui Șerban Mihăilescu.
Din toată afacerea Microsoft, despre care se presupune că ar fi fost nelegală, oamenii de afaceri Dumitru Nicolae și Dorin Cocoș au fost trimiși în judecată și condamnați la câte 2 ani și 4 luni de închisoare, fostul ministru Gabriel Sandu la trei ani, iar Gheorghe Ștefan, fostul primar din Piatra Neamț, la șase ani. După condamnarea intermediarilor, procurorii trebuie să finalizeze cercetările în dosarul Microsoft cu cei opt foști miniștri, rămas la unitatea de parchet. În luna aprilie 2016, Laura Codruța Kovesi, procurorul șef al DNA, a declarat că se continuă cercetările, iar pentru stabilirea prejudiciului cauzat statului, prin abuz în serviciu, se fac analize financiare.

## Soluțiile din dosar
Pe 24 martie 2015 primul dosar Microsoft a fost trimis în judecată. În acest dosar au fost judeați Gheorghe Ștefan, Dorin Cocoș, Gabriel Sandu și Nicolae Dumitru
Pe 3 octombrie 2016 Înalta Curte de Casație și Justiție i-a condamnat definitiv pe Gheorghe Ștefan la 6 ani de închisoare cu executare, pe Gabriel Sandu la 3 ani de închisoare cu executare iar pe Dorin Cocoș și Nicolae Dumitru la câte 2 ani și 4 luni de închisoare cu executare.
Pe 13 septembrie 2017 DNA l-a trimis în judecată pe Valerian Vreme pentru abuz în serviciu.
Pe 24 septembrie 2019 Înalta Curte de Casație și Justiție l-a achitat definitiv pe Valerian Vreme în acest dosar.
Pe 25 septembrie 2017 DNA i-a trimis în judecată pe Gabriel Sandu, Dinu Pescariu, Claudiu Florică și Călin Tatomir.

## Persoane implicate în scandal
- Ecaterina Andronescu, ministrul Educației și Cercetării în perioada decembrie 2000 - iunie 2003; decembrie 2008 - octombrie 2009; ministrul Educației, Cercetării și Inovării în perioada 2008-2012.
- Șerban Mihăilescu, ministru coordonator al SGG în perioada decembrie 2000 – octombrie 2003.
- Valerian Vreme, ministrul Comunicațiilor și Societății Informaționale în perioada septembrie 2010 – februarie 2012.
- Dan Nica, ministru al Comunicațiilor și Tehnologiei Informației în perioada 2000 – iulie 2004.
- Adriana Țicău, ministru al Comunicațiilor și Tehnologiei Informației în perioada iulie – decembrie 2004.
- Gabriel Sandu, ministru al Comunicațiilor și Societății Informaționale în perioada decembrie 2008 – septembrie 2010.
- Daniel Funeriu, ministru al Educației și Cercetării în perioada 2009 – 2012.
- Alexandru Athanasiu, ministru al Educației și Cercetării în perioada 2003 – 2005.
- Mihai Tănăsescu, ministru al Finanțelor Publice în perioada 2000 – 2004.
- Elena Udrea, ministru al Dezvoltării Regionale și Turismului în perioada 2008 – 2012.
- Remus Truică[13], om de afaceri
- Dorin Cocoș, om de afaceri și fost soț al Elenei Udrea
- Cătălin Harnagea, fost șef SIE
- Dinu Pescariu[14], fost tenismen și om de afaceri
- Gheorghe Ștefan, politician și om de afaceri
- Nicolae Dumitru, om de afaceri[15][16]

## Vezi și
- Corupția în România
- Lista dosarelor de corupție din România
- Microsoft